# Zervikale Myelopathie

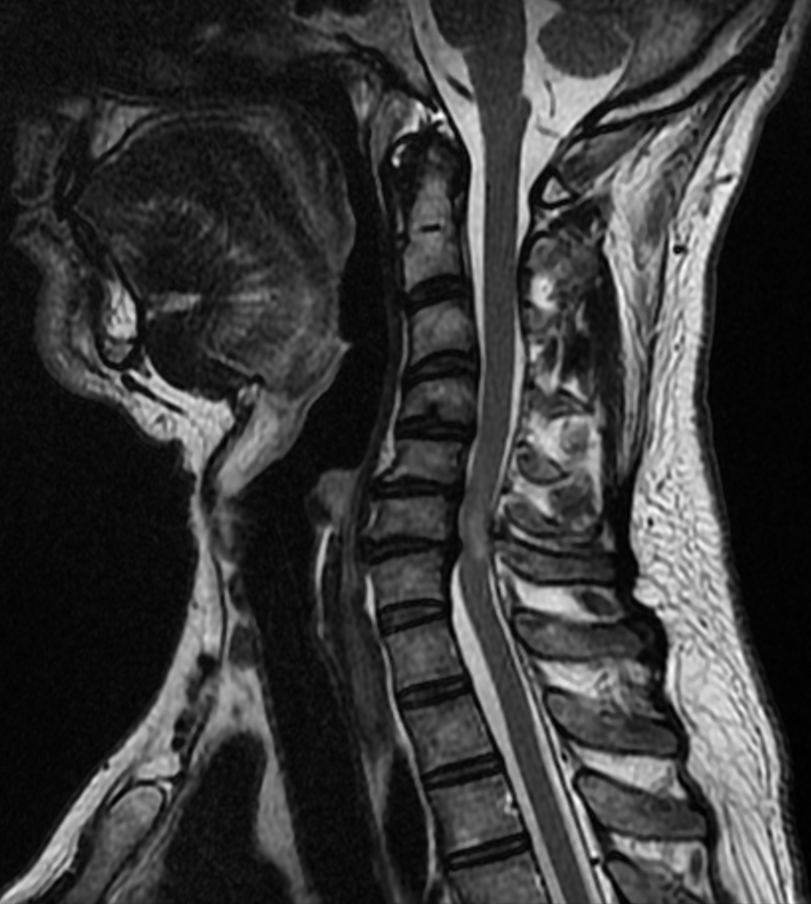
Zervikale Myelopathie

Eine zervikale Myelopathie ist eine Schädigung des Rückenmarks der Halswirbelsäule, des Cervikalmarks.

## Krankheitsbild
Bandscheibenvorfälle oder andere, raumfordernde Vorgänge führen im Bereich der Lendenwirbelsäule nur in den seltensten Fällen zu einer Schädigung des Rückenmarkes, die dann zu einer entsprechenden Symptomatik führen könnte. Die meisten Bandscheibenvorfälle ereignen sich in den Segmenten L4/L5 und L5/S1,  einige wenige noch bei L3/L4,  Bandscheibenschäden in anderen Segmenten sind eine ausgesprochene Rarität. Das Rückenmark endet in Höhe des Segmentes L1/L2,  unterhalb dieser Stelle verlaufen nur noch Nervenwurzeln im Spinalkanal.
In der Halswirbelsäule liegen die Verhältnisse anders: Bandscheibenschäden oder andere, raumfordernde Prozesse können, wenn sie sich an einer ungünstigen Stelle ereignen, zu einer Schädigung des Rückenmarkes führen. Wenn der Bandscheibenvorfall nicht genau in der Mitte auf das Rückenmark drückt, kommt es meistens zu einer „Halbseitensymptomatik“. Missempfindungen in einer Körperhälfte, Reflexdifferenzen, auch Störungen der Bewegungskoordination können die Folge sein. Oft wird ein „Stromgefühl“ angegeben, das bei manchen Stellungen der Halswirbelsäule wie ein Blitz durch eine Körperhälfte zuckt. Je nachdem, wie groß der Vorfall ist, kann es auch zu einer, mehr oder weniger kompletten, „hohen Querschnittssymptomatik“ kommen, neben der Funktion der Arme und Beine sind dann auch die Atemmuskulatur oder die Kontrolle von Blase und Enddarm betroffen.

## Therapie
Solche neurologischen Symptome erfordern unmittelbares Eingreifen. Das Rückenmark muss, so bald wie möglich, operativ entlastet werden. Wegen der örtlichen Gegebenheiten, die sich von denen im Bereich der Lendenwirbelsäule erheblich unterscheiden, wird an der Halswirbelsäule der Bandscheibenraum meistens von vorne/ seitlich angegangen. Der operationsbedingten Instabilität wird dadurch vorgebeugt, dass das betroffene Segment anschließend verblockt wird. Körpereigener Knochen, ein Kunststoffklotz und/oder Osteosynthesematerial können dazu verwendet werden. Wie bei allen operativen Eingriffen, die die Stabilität eines Wirbelsäulensegmentes verbessern, kann sich, über kurz oder lang, eine Instabilität in einer benachbarten Etage entwickeln. Bei der Goldstandardtechnik der ACDF (Anterior cervical discectomy and fusion) liegt das Risiko eine Anschlussdegeneration zu entwickeln bei etwa 3 % nach jedem postoperativen Jahr. Stabilisierende Gymnastik, vorsichtiger Ausgleichssport und eventuell eine berufliche Rehabilitation sind zur Vorbeugung wichtig.